# Beverly Johnson
Pour les articles homonymes, voir Johnson.
Beverly Johnson, née le 13 octobre 1952 à Buffalo, est une actrice, femme d'affaires et mannequin américaine.

## Biographie
Elle est le premier mannequin noir à apparaître sur la couverture du magazine américain Vogue en août 1974,,, puis un an plus tard sur la couverture de l'édition française de Elle.
Elle a par la suite commencé une carrière d'actrice dans des séries télévisées tout en développant une gamme de produits capillaires destinées aux personnes de couleur.
The New York Times a nommé Beverly Johnson comme la 68e personne la plus influente du XXe siècle dans le secteur de la mode.
Elle est également présente dans le clip de Michael Jackson Liberian Girl (1989).

## Filmographie partielle
- 1975 : Deadly Hero d'Ivan Nagy
- 1979 : Ashanti
- 1993 : Alarme fatale